# Helen Broderick
Pour les articles homonymes, voir Broderick.
Helen Broderick est une actrice américaine, née à Philadelphie (Pennsylvanie, États-Unis) le 11 août 1891, morte à Beverly Hills (Californie, États-Unis) le 25 septembre 1959.

## Biographie

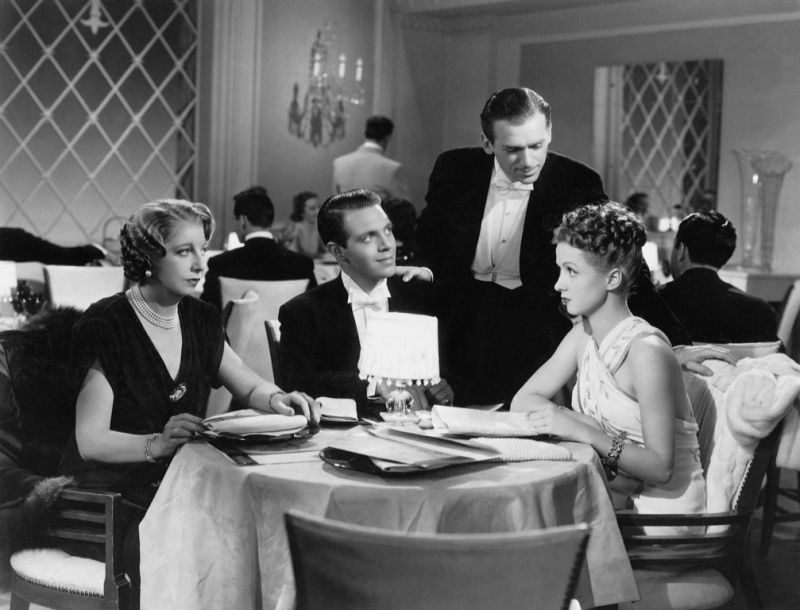
De gauche à droite : Helen Broderick, Louis Hayward, Douglas Fairbanks Jr. et Danielle Darrieux, dans La Coqueluche de Paris (1938)

Au théâtre, Helen Broderick débute à Broadway (New York) en 1907, comme "chorus girl", dans la première revue des Ziegfeld Follies. Jusqu'en 1934, outre les revues, elle joue également dans des comédies musicales et des pièces. Mentionnons la comédie musicale Fifty Million Frenchmen, sur une musique (et des lyrics) de Cole Porter, créée en 1929 ; elle y interprète Violet Hildegarde, rôle qu'elle reprendra dans l'adaptation au cinéma de 1931. Citons encore la revue The Band Wagon, avec Adele et Fred Astaire, représentée en 1931-1932.
Au cinéma, elle collabore à trente-six films américains, dont plusieurs musicaux, le premier (muet) en 1924, les autres de 1930 à 1946, souvent dans des rôles semi-comiques. Notamment, elle retrouve Fred Astaire — aux côtés de Ginger Rogers — dans deux films musicaux comptant parmi ses plus connus, Le Danseur du dessus (1935) et Sur les ailes de la danse (1936). En outre, elle est créditée comme scénariste de deux films muets, en 1924 (son premier en tant qu'actrice) et 1926.
De son mariage avec l'acteur Lester Crawford (1882-1962), est né Broderick Crawford (1911-1986), également acteur.

## Théâtre (à Broadway)
- 1907 : Ziegfeld Follies of 1907, revue produite par Florenz Ziegfeld, musique et lyrics de divers, sketches d'Harry B. Smith
- 1908 : Algeria, comédie musicale, musique de Victor Herbert, lyrics et livret de Glen McDonough
- 1909 : Havana, comédie musicale, musique de Leslie Stuart, lyrics d'Adrian Ross et George Arthurs, livret de George Grossmith Jr. et Graham Hill (révisé par James T. Powers)
- 1910 : The Yankee Girl, comédie musicale, musique de Silvio Hein, lyrics et livret de George V. Hobart
- 1911 : Jumping Jupiter, comédie musicale, musique de Karl Hoschna, lyrics et livret de Richard Carle et Sydney Rosenfeld, mise en scène de Richard Carle, avec Ina Claire, Richard Carle
- 1913 : The Honeymoon Express, comédie musicale, musique de Jean Schwartz, lyrics d'Harold Atteridge, livret de Joseph W. Herbert, avec Fanny Brice, Al Jolson
- 1923 : Nifties of 1923, revue, musique de Bert Kalman, Frank Crumit et Raymond Hubbell, lyrics d'Harry Ruby, Frank Crumit, Buddy DeSylva et Arthur Francis, sketches de Sam Bernard et William Collier
- 1923-1924 : The Wild Westcotts, pièce d'Anne Morrison, avec Claudette Colbert, Elliott Nugent
- 1925 : Puzzles of 1925, revue, livret d'Elsie Janis (auteurs de la musique et des lyrics non-mentionnés), avec Walter Pidgeon
- 1926 : Mama loves Papa, pièce de Jack McGowan et Mann Page
- 1926-1927 : Oh, Please, adaptation d'une pièce de Maurice Hennequin et Pierre Véber, avec Richard Bennett, Charles Winninger
- 1929-1930 : Fifty Million Frenchmen, comédie musicale, musique et lyrics de Cole Porter, livret d'Herbert Fields, avec Thurston Hall, Genevieve Tobin
- 1931-1932 : The Band Wagon, musique d'Arthur Schwartz, lyrics d'Howard Dietz, livret de George S. Kaufman et Howard Dietz, avec Adele et Fred Astaire, Tilly Losch, Frank Morgan
- 1932 : Earl Carroll's Vanities of 1932, revue, musique d'Harold Arlen, lyrics de Ted Koehler, livret de Jack McGowan, décors et costumes de Vincente Minnelli, avec Milton Berle
- 1933-1934 : As Thousands Cheer, revue, musique et lyrics d'Irving Berlin, livret de Moss Hart, costumes de Varady et Irene Sharaff, avec Jerome Cowan, Clifton Webb, Ethel Waters

## Filmographie partielle

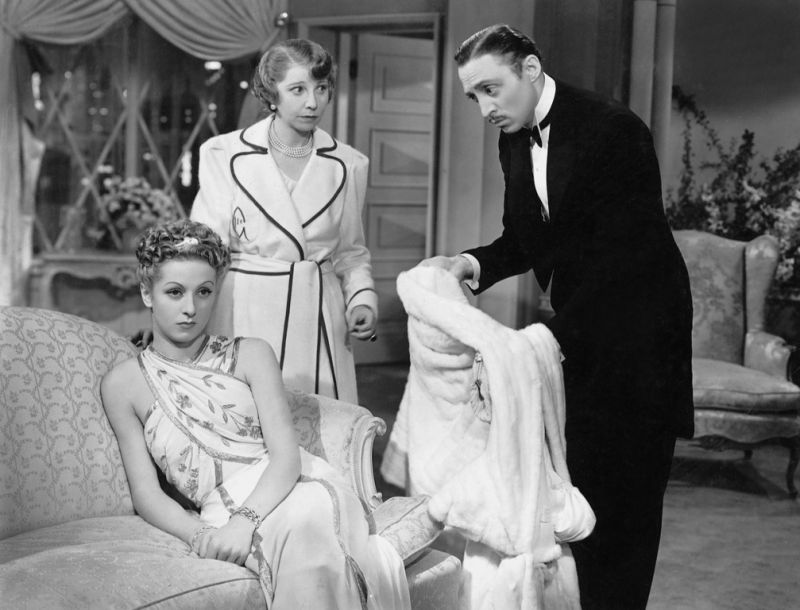
Autre vue de La Coqueluche de Paris (1938) : Helen Broderick (au centre), avec Danielle Darrieux et Mischa Auer

- 1924 : High Speed de Herbert Blaché
- 1931 : Fifty Million Frenchmen de Lloyd Bacon
- 1935 : Le Danseur du dessus (Top Hat) de Mark Sandrich
- 1935 : Le Testament compliqué (To Beat the Band) de Benjamin Stoloff
- 1936 : Le Mystère de l'allée Cavalière (Murder on a Bridle Path (en)) de William Hamilton et Edward Killy
- 1936 : Carolyn veut divorcer (The Bride walks out) de Leigh Jason
- 1936 : L'Homme nu (Love on a Bet) de Leigh Jason
- 1936 : Sur les ailes de la danse (Swing Time) de George Stevens
- 1938 : La Coqueluche de Paris (The Rage of Paris) d'Henry Koster
- 1938 : Radio City Revels de Benjamin Stoloff
- 1938 : Service de Luxe de Rowland V. Lee
- 1939 : Lune de miel à Bali (Honeymoon in Bali) d'Edward H. Griffith
- 1939 : Trafic d'hommes (Stand up and fight)
- 1939 : Fausses Notes (Naughty but Nice) de Ray Enright
- 1940 : No, No, Nanette d'Herbert Wilcox
- 1941 : Toute à toi (Nice Girl ?) de William A. Seiter
- 1941 : Virginia d'Edward H. Griffith
- 1943 : Le Cabaret des étoiles (Stage Door Canteen) de Frank Borzage (elle-même, caméo)
- 1944 : Trois c'est une famille (Three Is a Family) d'Edward Ludwig
- 1944 : Les Flirts des Corrigans (Chip Off the Old Block)